# Idiomacromerus trachypogonis
Idiomacromerus trachypogonis är en stekelart som först beskrevs av Jean Risbec 1956.  Idiomacromerus trachypogonis ingår i släktet Idiomacromerus och familjen gallglanssteklar. Inga underarter finns listade i Catalogue of Life.